# Meix Loisirs
Meix Loisirs désigne la petite station de ski située sur le territoire de la commune française de Rochejean, dans le département du Doubs et la région Bourgogne-Franche-Comté.

## Activités
Il était possible d'y pratiquer le snowtubing en plus du ski alpin. Depuis l'arrêt de l'exploitation du ski en 2017, le snowtubing reste seul exploité en hiver. Un parc de loisirs est équipé de structures gonflables et de trampolines. Il est également possible d'y pratiquer le quad et le dévalKart.

## Domaine skiable
Le domaine skiable avait été développé sur les pentes du Mont d'Or. La piste rouge était la plus longue du domaine. Une piste éclairée y permettait la pratique du ski nocturne.
La station est fermée pour la station hivernale 2016-2017, à la suite de la faillite de l'exploitant. À la fin de 2017, seul le snowtubing reste exploité en hiver.

## Fermeture du lieu
Comme le site ne fut plus assez rentable, le site a été complètement fermé en 2017.